# 葛飾区立上千葉小学校
葛飾区立上千葉小学校（かつしかくりつ かみちばしょうがっこう）は、東京都葛飾区東堀切にある公立小学校。
体育館は、葛飾区議会議員選挙他、選挙の投票所として使用されたり、災害の際、地元の町会・お花茶屋東町会の一時集合場所 としても機能する。

## 概要
葛飾区立小学校として全54校中（統廃合、廃校の小学校も含む）、31番目に開設された。

### 校名
学校創設期の1952年（昭和27年）～1953年（昭和28年）、学校のある場所は葛飾区上千葉町と呼ばれていた事に由来。現在の「東堀切3丁目」と制定されたのは、その後1965年（昭和40年）である。ちなみに東堀切1丁目と2丁目の一部は「下千葉町」と呼ばれていた。
※校名に「東堀切」が付く東堀切小学校（2001年に堀切小学校と統合）は、東堀切ではなく「堀切3-34-1」に存在。

### 校章

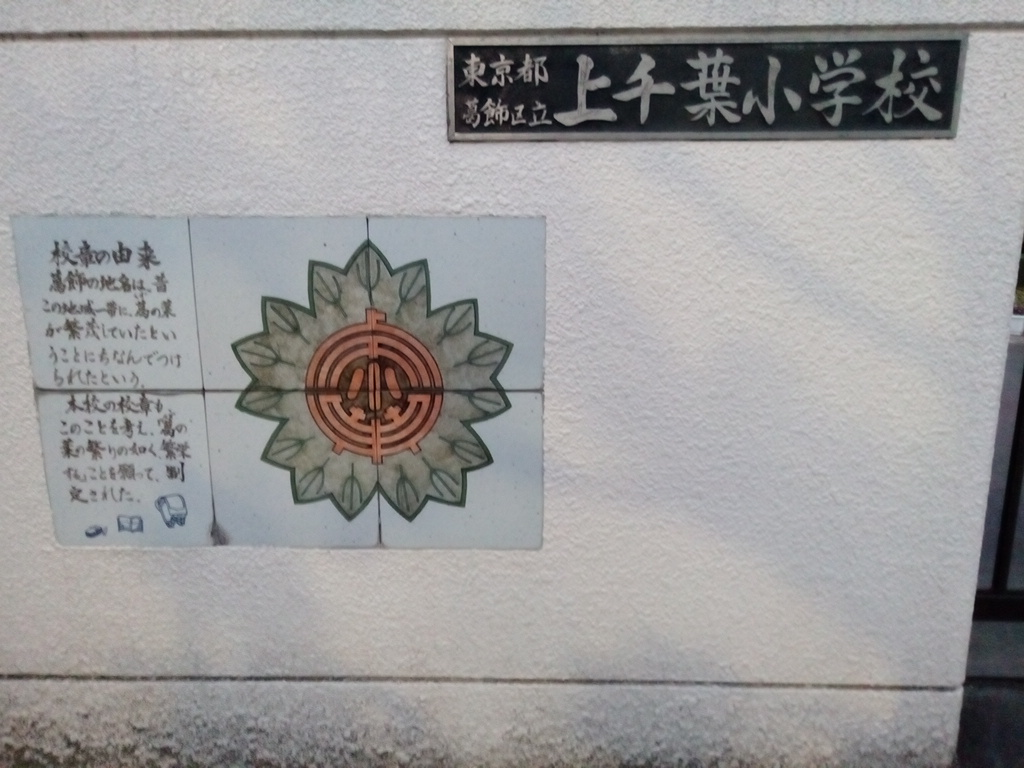
葛の葉門（校門）に刻まれた校章とその由来について

「葛飾」の地名は、昔この地域一帯に、葛の葉が繁茂していたという事にちなんでつけられた為、本校の校章もこの事を考慮し「葛の葉の繁り如く反映する」事を願って制定。
その為、校歌の歌詞にも「葛の葉」「みどりの葉が繁る」というフレーズが使われており、また南西側の校門は葛の葉門と名付けられている。

### 校歌
- 作詞 小林純一
- 作曲 中田喜直

作曲者の中田喜直は、『ちいさい秋みつけた』や『めだかの学校』、『夏の思い出』などを作った日本を代表する作曲家の一人である。葛飾区内では本校の他、綾南小学校、西渋江小学校、南奥戸小学校などの校歌も手掛け、他多数の校歌の作曲者でもある。詳しくは作曲した校歌一覧参照。
校歌は、開校当初から存在していたわけではなく、昭和38年に開校十周年記念として作られた。既にその分野で名の知れた両者に、作詞5万円、作曲5万円で発注。当時の高卒初任給が約一万五千円で、約3ヵ月分の給料に値する。この費用は、全てPTAによる募金活動や廃品回収等により賄う。
1981年（昭和56年）度の卒業生製作として校歌の歌詞を一文字ずつ木彫したものをつなげ、歌詞全てを作品として仕上げたレリーフを、かつての旧体育館の舞台上手側上部に掲示。このレリーフは、2017年（平成29年）度に解体された旧体育館から落成した新体育館へ移設され、現在も以前と同じ舞台上手（かみて）側に掲示、現存している。

### 沿革
- 1952年（昭和27年）9月1日 - 東京都葛飾区立南綾瀬小学校上千葉分校として開設。校舎2階建10教室1棟　平屋建1棟（350.17坪）1155.561m2 教員数13名、児童数432名、学級数10組
- 1953年（昭和28年）4月1日 - 東京都葛飾区立上千葉小学校として独立開校。初代-坂本凱次校長着任。教員数19名、児童名672名、学級数13組
- 1954年（昭和29年）12月 - 電話開通
- 1955年（昭和30年）3月 - 全教室にスピーカー取り付け終了
- 1956年（昭和31年）6月8日 - 大野己之吉校長着任
- 1957年（昭和32年）4月 - 二階建・四教室増築
- 1958年（昭和33年）2月 - 二教室増築
- 1959年（昭和34年）3月6日 - 二階建・八教室増築落成（理科室・図書室を含む）応接室兼校長室落成。校地拡張3616坪、校地総面積11116.9m2。創立5周年記念事業完成（運動具、図書室、理科室設備）
  - 4月1日 - 3代 井口寛校長着任
- 1960年（昭和35年）6月 - 理科室暗幕整備
  - 10月 - 校庭水飲み場設置
  - 12月 - 校庭周辺遊歩道整備
- 1961年（昭和36年）4月 - 万年堀完成
  - 8月17日 - 給食室改築竣工落成（鉄筋26坪）
  - 12月20日 - プール建設竣工落成（25m×10m）
- 1962年（昭和37年）3月 - 校歌・校旗作成
  - 4月1日 - 伊庭力校長着任
- 1963年（昭和38年）3月14日 - 創立10周年記念式、記念事業完成（校旗、校歌、校庭緑化整備、自然観察池、同窓会設立）
  - 7月 - 放送室新築、校内放送機購入設置
- 1964年（昭和39年）3月 - 観察池設置・校庭整備（土盛整地）
- 1965年（昭和40年）4月1日 - 5代 斉藤貞一校長着任
  - 5月 - プール用脱衣舎・浄化装置設置
- 1966年（昭和41年）4月1日 - 西亀有小学校が上千葉小学校より分離独立開校
- 1968年（昭和43年）2月21日 - 屋内体育館落成式（618.2m2）校地総面積11116.9m2（昭和42年4月1日現在）
- 1969年（昭和44年）3月 - 学童保育クラブを学校敷地内に開設。
  - 4月1日 - 6代 小菅三郎校長着任
  - 5月 - プレハブ工事開始（243m2）
  - 6月 - 鉄筋校舎起行
  - 8月 - プール用シャワー取り付け
- 1970年（昭和45年）3月28日 - 鉄筋校舎竣工引渡し（第1期工事）
  - 5月 - 東側木造校舎取りこわし開始
- 1971年（昭和46年）3月12日 - 鉄筋第2期工事竣工
- 1972年（昭和47年）4月1日 - 7代 滝沢豪一郎校長着任
- 1973年（昭和48年）2月22日 - 鉄筋第3期工事竣工
- 1975年（昭和50年）3月12日 - 第4期工事竣工
  - 6月 - 木造二階建校舎撤去・整地工事完了
- 1976年（昭和51年）3月 - 砂場、校庭通路等新設
  - 4月1日 - 8代 小宮義行校長着任
  - 12月4日 - 緑地化計画による植樹工事完了
- 1977年（昭和52年）9月 - ガス暖房へ切替
- 1978年（昭和53年）3月6日 - 図書室、一教室において火災発生。詳細は後述
  - 3月14日 - 鉄筋校舎第5期工事完了
- 1979年（昭和54年）4月1日 - 9代 小林重信校長着任 プール更衣室、便所、シャワー等新設
- 1980年（昭和55年）7月 - 校庭改修工事開始
  - 9月 - 校庭改修工事竣工
- 1981年（昭和56年）6月 - プール浄化装置取替え設置
- 1982年（昭和57年）10月 - 体育館暗幕取替え・体育館バレーボール用防球ネット設置
- 1983年（昭和58年）3月 - 校舎屋上鉄柵修理　保健室への運動場より出入口新設
  - 4月1日 - 10代 平島観治郎校長着任
  - 5月29日 - 創立30周年記念バザー開催
  - 8月 - 校内放送機取替え
  - 11月30日 - 創立30周年記念式典・祝賀会
- 1984年（昭和59年）2月16日 - 東京都歯科医師会より「よい歯の学校」表彰
- 1985年（昭和60年）1月19日 - 学校緑化工事完了（池完成、シンボル樹植樹）
  - 7月7日 - 防球ネット完成
- 1987年（昭和62年）4月1日 - 11代 後藤千代子校長着任
  - 4月1日 - ランチルーム設置
- 1988年（昭和63年）11月28日 - 東京都学校保健優良学校として表彰される
- 1989年（平成元年）6月9日 - 千代の富士後援会員である本校P.T.A.役員の招きにより、千代の富士関講演会開催
  - 8月31日 - 校舎内外装工事完了
  - 9月25日 - 屋上改装工事完了
- 1990年（平成2年）4月1日 - 12代 小川謙藏校長着任
  - 12月19日 - 和室・大会議室新設
- 1991年（平成3年）1月21日 - 東京都歯科医師会より「よい歯の学校」として表彰される
  - 3月15日 - 西側階段手すり・西側2階に洋式トイレ設置 トイレ設置工事完了
  - 10月15日 - 体育館放送機器一式新規設置
- 1992年（平成4年）6月30日 - 金管楽器クラブ創立
  - 9月30日 - 陶磁器食器導入に伴う給食調理室改築
- 1993年（平成5年）6月1日 - プール・シャワー室塗装
  - 9月30日 - 東側手すり新設
  - 11月6日 - 創立40周年記念式典祝賀会
- 1994年（平成6年）1月31日 - 飼育小屋新設
  - 4月26日 - 交通安全教育優良校として亀有警察署より感謝状を授与される
  - 5月7日 - バスケットボールゴールポスト（中央）設置
  - 8月30日 - プール排水管修理
  - 10月15日 - 給食室雨どい及び内装補修工事完了
- 1995年（平成7年）2月11日 - プール金網張替
  - 2月16日 - 東京都歯科医師会より「よい歯の学校」として表彰される
  - 4月1日 - 13代 櫻井紀男校長着任
  - 5月19日 - 家庭科室、図工室排水管修理
  - 8月8日 - 全教室パーテーション落下防止工事完了
- 1996年（平成8年）1月31日 - 給食調理室復旧工事完了
  - 2月8日 - 屋上フェンス補修工事完了
  - 2月26日 - 体育館サッシ工事完了
  - 3月14日 - 防災無線機取付
  - 4月1日 - 葛飾区研究奨励校（国語科）
  - 8月31日 - 屋内体育館屋根塗装工事完了
  - 9月10日 - 家庭科室改修工事完了
- 1997年（平成9年）2月8日 - 防球ネット一部改修
  - 3月17日 - コンピュータ室新設
- 1998年（平成10年）4月1日 - 葛飾区研究奨励校（算数科）
  - 6月1日 - プール改修工事
- 1999年（平成11年）4月1日 - 葛飾区研究奨励校（算数科）
  - 8月30日 - 北校舎くつ箱改修工事
- 2000年（平成12年）8月30日 - 廊下等照明器具改修工事
- 2001年（平成13年）4月1日 - 14代 甲斐正和校長着任
  - 12月1日 - ランチルーム改修工事
- 2003年（平成15年）1月29日 - 葛飾区いきいき学校づくり公開発表
  - 8月31日 - 体育館昇降式照明設置工事完了
  - 10月19日 - 耐震工事完了（中央トイレ、パーテーション改修）
  - 11月1日 - 50周年記念式典・祝賀会
- 2004年（平成16年）2月4日 - 葛飾区いきいき学校づくり公開発表
  - 3月19日 - 生垣改修工事終了
  - 9月13日 - 北側トイレ改修完了
  - 11月5日 - 葛飾区研究指定校発表（総合的な学習の時間）
- 2005年（平成17年）4月1日 - 15代 吉岡よし子校長着任
  - 8月30日 - 体育館床工事完了
  - 11月28日 - わくわくチャレンジ教室（上千葉ワールド）始まる
- 2006年（平成18年）4月1日 - 葛飾区研究指定校（国語科）
- 2007年（平成19年）2月23日 - 校舎内壁塗装完了
  - 11月 - 葛飾区研究指定校発表（国語科）
- 2008年（平成20年）10月31日 - 体育倉庫新設
- 2009年（平成21年）2月 - 中央・西側手すり新設
  - 3月 - 陶芸小屋新設
  - 4月1日 - 16代 中里久雄校長着任
  - 11月 - 葛飾区少年の主張大会　最優秀賞受賞
- 2010年（平成22年）2月5日 - 青少年読書感想文全国コンクール　学校賞受賞
  - 3月9日 - 屋上防災無線取替工事
  - 4月1日 - 葛飾区研究指定校（外国語活動）
  - 6月 - 保健室クーラー取換
  - 7月 - 普通教室黒板張り替え
  - 7月21日- 給排水管取替工事（高架水槽、受水槽改修）
  - 9月 - 学校ICT化に伴う機器の設置 校内LANの配線工事、光回線工事
  - 12月- エアコン取替、職員室、主事室、校長室、第1音楽室
- 2011年（平成23年）2月 - 全教員1人1台のPC導入・設置
  - 2月 - 北門通路部分舗装改修修繕
  - 2011年（平成23年）3月 - 給食調理場前階段に手すり新設・南側2F女子トイレ一部洋式化
  - 10月28日 - 葛飾区教育研究指定校発表（外国語活動）
- 2013年（平成25年）4月1日 - 17代 水沼修司校長着任
  - 11月2日 - 60周年記念式典・祝賀会
- 2017年（平成29年） - 屋上にプールを備えた新体育館が落成。同年、旧体育館を解体。
- 2018年（平成30年）4月1日 - 18代 玉川智校長着任

## 通学区域
| 東堀切      | お花茶屋 | 西亀有1丁目 | 亀有4丁目 |
| ----------- | -------- | ----------- | --------- |
| 1丁目19～24 | 全域     | 1～5        | 1～3      |
| 2丁目21～28 | 全域     | 11～17      | 1～3      |
| 3丁目1～32  | 全域     | 22～33      | 1～3      |

## 進学先中学校
- 葛飾区立双葉中学校
- 葛飾区立青葉中学校

## 生徒の主な出身幼稚園・保育園
- 共栄学園付属共栄幼稚園
- あやめ幼稚園
- ちずる幼稚園
- 東光幼稚園
- 双葉保育園
- 東堀切保育園

## 学級・児童数
2017年（平成29年）度の全校生徒数702人は、花の木小学校の773人、道上小学校の711人に次いで、葛飾区の区立小学校では全56校中3番目に生徒数が多い。
過去に最も生徒数が多い年は、西亀有小学校が本校から分離・独立する前年=1965年（昭和40年）度の1349人であった。

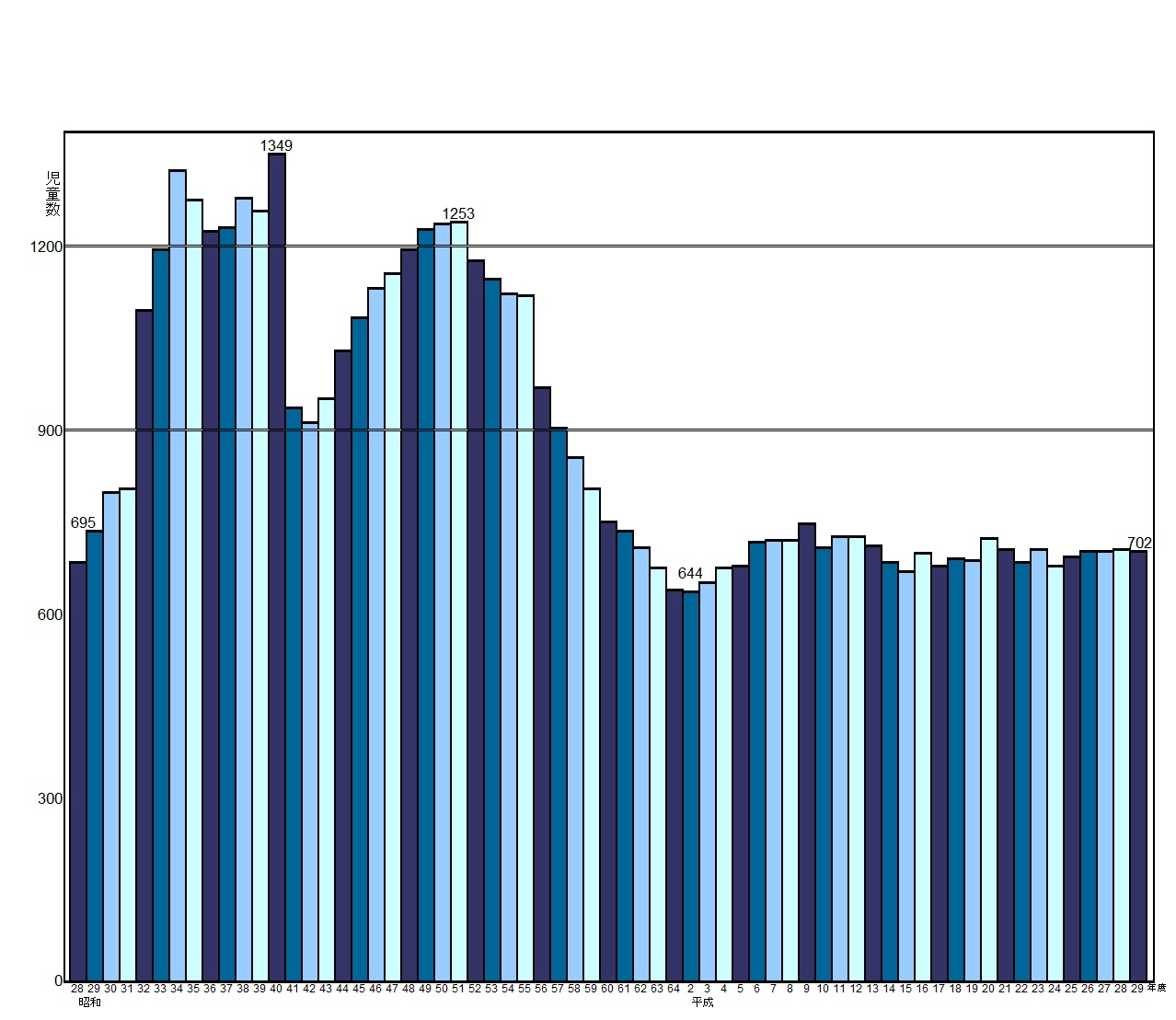
開校から平成29年度までの全校児童数推移（全ての年度の5月1日現在）

| 年度 | 総数   | 総数   | 1年    | 1年    | 2年    | 2年    | 3年    | 3年    | 4年    | 4年    | 5年    | 5年    | 6年    | 6年    |
| 年度 | 学級数 | 生徒数 | 学級数 | 生徒数 | 学級数 | 生徒数 | 学級数 | 生徒数 | 学級数 | 生徒数 | 学級数 | 生徒数 | 学級数 | 生徒数 |
| ---- | ------ | ------ | ------ | ------ | ------ | ------ | ------ | ------ | ------ | ------ | ------ | ------ | ------ | ------ |
| 1975 | 31     | 1253   |        |        |        |        |        |        |        |        |        |        |        |        |
| 1976 | 32     | 1253   | 6      | 226    |        |        |        |        |        |        |        |        |        |        |
| 1978 | 30     | 1161   |        |        |        |        | 5      | 198    |        |        |        |        |        |        |
| 1980 | 26     | 1035   |        |        |        |        |        |        |        |        | 5      | 197    |        |        |
| 1981 | 25     | 981    | 4      |        | 4      |        | 4      |        | 4      |        | 4      |        | 5      | 195    |
| 1982 | 23     | 915    | 3      | 133    | 4      | 136    | 4      | 144    | 4      | 167    | 4      | 175    | 4      | 160    |
| 1984 | 20     | 819    | 3      | 125    | 3      | 130    | 3      | 132    | 3      | 130    | 4      | 143    | 4      | 159    |
| 1986 | 22     | 744    | 3      | 116    | 3      | 102    | 4      | 130    | 4      | 130    | 4      | 140    | 4      | 126    |
| 1988 | 20     | 685    | 3      | 107    | 3      | 102    | 3      | 115    | 3      | 97     | 4      | 132    | 4      | 132    |
| 1990 | 18     | 644    | 3      | 120    | 3      | 95     | 3      | 105    | 3      | 107    | 3      | 112    | 3      | 105    |
| 1992 | 20     | 686    | 4      | 135    | 3      | 118    | 4      | 122    | 3      | 101    | 3      | 103    | 3      | 107    |
| 1995 | 21     | 730    | 4      | 133    | 4      | 123    | 3      | 113    | 4      | 128    | 3      | 117    | 3      | 116    |
| 2009 | 21     | 715    | 3      | 108    | 4      | 123    | 3      | 117    | 4      | 128    | 3      | 110    | 4      | 129    |
| 2010 | 20     | 693    | 3      | 110    | 3      | 110    | 4      | 128    | 3      | 113    | 4      | 125    | 3      | 107    |
| 2011 | 21     | 716    | 4      | 132    | 3      | 109    | 3      | 111    | 4      | 127    | 3      | 111    | 4      | 126    |
| 2012 | 20     | 690    | 3      | 100    | 4      | 134    | 3      | 108    | 3      | 109    | 4      | 128    | 3      | 111    |
| 2013 | 21     | 705    | 4      | 121    | 3      | 100    | 4      | 136    | 3      | 110    | 3      | 111    | 4      | 127    |
| 2014 | 21     | 709    | 4      | 133    | 4      | 120    | 3      | 100    | 4      | 132    | 3      | 112    | 3      | 112    |
| 2015 | 21     | 718    | 4      | 121    | 4      | 133    | 3      | 118    | 3      | 100    | 4      | 132    | 3      | 114    |
| 2016 | 22     | 720    | 4      | 120    | 4      | 120    | 4      | 132    | 3      | 117    | 3      | 100    | 4      | 131    |
| 2017 | 21     | 702    | 4      | 114    | 4      | 119    | 3      | 119    | 4      | 133    | 3      | 116    | 3      | 101    |
| 2018 | 22     | 728    | 4      | 121    | 4      | 117    | 4      | 121    | 3      | 120    | 4      | 130    | 3      | 119    |

## 集団登校
本校では、古くから集団登校が実施されており、学区内の各所に集団登校の集合場所が設けられている。

## ブラスバンド
ブラスバンド部の活動に力を入れており、校内の入学式や運動会、定期演奏会。地元の亀参まつり やお花茶屋商店街の校外イベント、また、かつしかシンフォニーヒルズでの「ゆめコンサート」 でも定期的に演奏を行なっている。
このブラスバンドの前身となる鼓笛隊も、開校初期の昭和30年代頃より、地元のお花茶屋商店街で演奏・行進をしている。

## PTA活動
PTA活動が活発であり、近年では毎年夏、学年別に分かれた親達がソフトボールなどの対抗試合を行なったり、校内で模擬店などを出す、PTA主催の「かみちば縁日まつり」が催される。秋の運動会ではPTA参加種目が毎年あり、近年、そのほとんどが綱引き種目である。またPTAや本校OB達、多数のメンバーによる「上千葉PTA ソフトボールクラブ」があり、専用のユニホームを作製し、葛飾区ソフトボール連盟のリーグ戦他、公式試合への参加などを行なっている。
なお、女子小学生のソフトボールチーム「上千葉フレンズ」は、本校直轄の物ではなく、他校児童も含めた混成地域クラブである。

## 火災
- 1978年（昭和53年）3月6日（月）の午前3時25分頃、火災の非常ベルが鳴り、2階図書室と2年3組からの煙を宿直中の警備員が発見。図書室の天井3平方メートル・本棚・本、教室のテレビが焼けた後消火。ほぼ同時刻に、近隣のアパートに駐車中のオートバイも燃えている事から、亀有警察署は同一犯の連続放火とみて捜査。[16]
- 1985年（昭和60年）12月13日（金）、2時限中の午前9時半頃、給食調理室など30m2が焼け、約30分後に鎮火。火災原因は加熱中の大豆油が発火、給食の職員が火災報知器に気付き対応。全校生徒は校庭に避難。[17]
- 1995年（平成7年）12月12日（火）、1時限中の午前9時20分頃、給食調理室天井約10m2、壁、かまどなどが焼けた。原因は芋を揚げる油のかまに火をつけ、他の作業をしてるうち発火。全校児童と教職員全員が校庭に避難。[18]

## 歴代校長
|      | 氏名       | 着任年月日                 |
| ---- | ---------- | -------------------------- |
| 初代 | 坂本凱次   | 1953年（昭和28年）4月1日～ |
| 2代  | 大野己之   | 1956年（昭和31年）6月8日～ |
| 3代  | 井口寛校   | 1959年（昭和34年）4月1日～ |
| 4代  | 伊庭 力    | 1962年（昭和37年）4月1日～ |
| 5代  | 斉藤貞一   | 1965年（昭和40年）4月1日～ |
| 6代  | 小菅三郎   | 1969年（昭和44年）4月1日～ |
| 7代  | 滝沢豪一郎 | 1972年（昭和47年）4月1日～ |
| 8代  | 小宮義行   | 1976年（昭和51年）4月1日～ |
| 9代  | 小林重信   | 1979年（昭和54年）4月1日～ |
| 10代 | 平島観治郎 | 1983年（昭和58年）4月1日～ |
| 11代 | 後藤千代子 | 1987年（昭和62年）4月1日～ |
| 12代 | 小川謙藏   | 1990年（平成２年）4月1日～ |
| 13代 | 櫻井紀男   | 1995年（平成７年）4月1日～ |
| 14代 | 甲斐正和   | 2001年（平成13年）4月1日～ |
| 15代 | 吉岡よし子 | 2005年（平成17年）4月1日～ |
| 16代 | 中里久雄   | 2009年（平成21年）4月1日～ |
| 17代 | 水沼修司   | 2013年（平成25年）4月1日～ |
| 18代 | 玉川 智    | 2018年（平成30年）4月1日～ |

## 交通アクセス

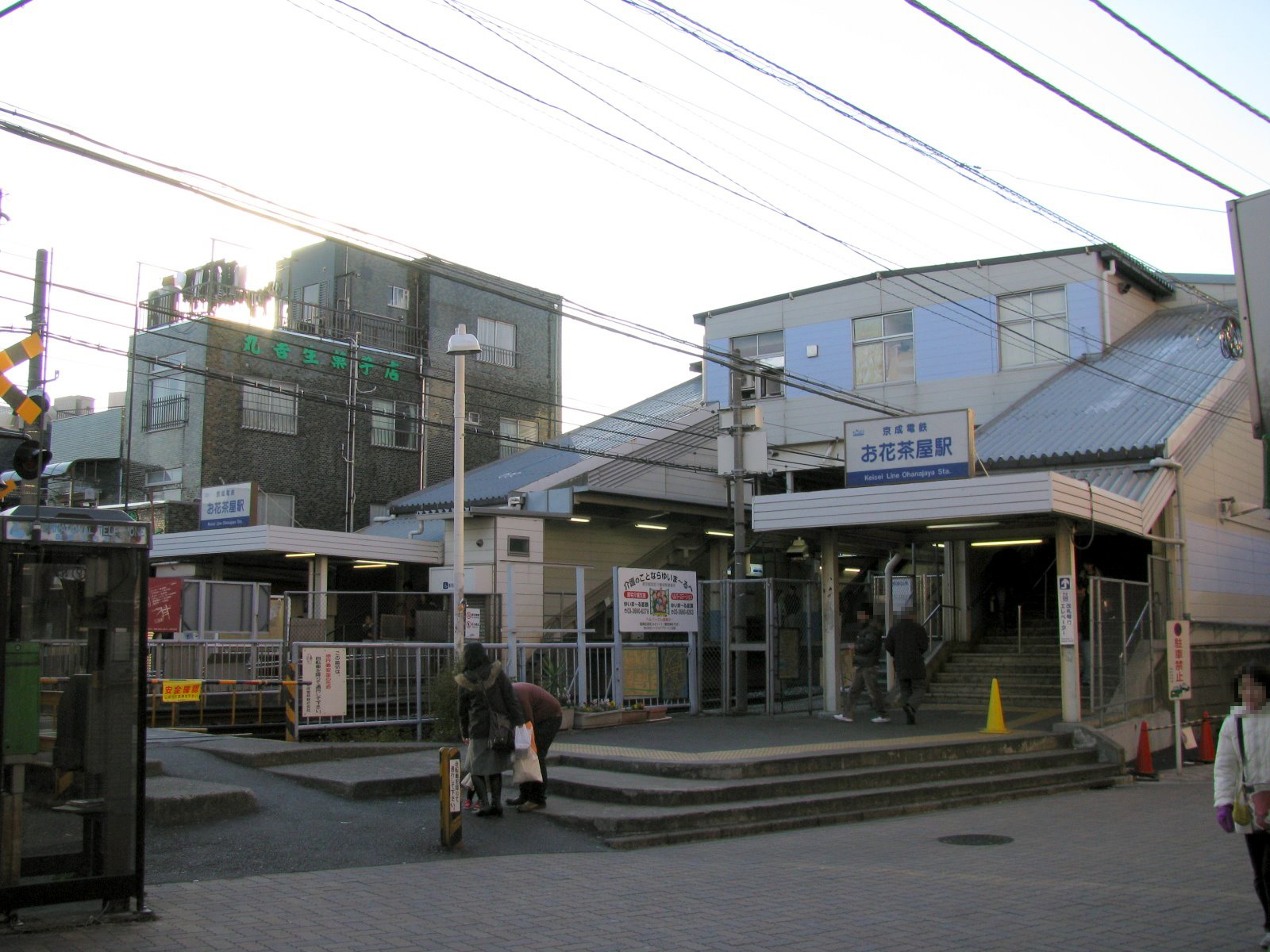
本校最寄り駅のお花茶屋駅

- 京成電鉄本線お花茶屋駅から徒歩11分（約1ｋｍ）（経路案内）
- JR常磐線綾瀬駅から 京成バス 綾1 JR亀有駅行き「普賢寺」バス停下車 徒歩3分
- JR常磐線亀有駅から
  - 徒歩25分（約2km）
  - 京成タウンバス有57葛飾区役所行き「上千葉小」バス停下車 徒歩3分
  - 京成バス綾1 JR綾瀬駅行き「上千葉公園」バス停下車 徒歩3分